# Aplèkton
À Byzance, le terme aplèkton (en grec byzantin άπληκτον, du latin applicatum) désignait du Xe au XIVe siècle un camp fortifié servant d’intendance et de point de rassemblement des armées pour les campagnes. Sous les Paléologues, il se rapportait à l’obligation de fournir le terrain de campement d’une unité militaire ou de loger et nourrir certaines catégories de fonctionnaires en déplacement.

## Histoire et fonctions
L’institution de l’aplèkton en tant que camp où l'on conserve provisions et équipement et où se regroupent les armées thématiques et les unités impériales lors d’une campagne remonte probablement à l’empereur Constantin V (règne 741-775). Le camp de Malagina (ou Malangeia) en Bithynie était le plus près de la capitale, Constantinople, et se trouve mentionné dès 786/787. D’autres campements à vocation similaire existaient en Anatolie. Sous Basil Ier (règne 867-886), on mentionne Kaborkin, Koloneia et Kaisareia, alors que Bathys Ryax fut utilisé lors des expéditions contre les Pauliciens. Dans son traité sur les expéditions impériales, son successeur, Constantin VII Porphyrogénète (règne 945-959), énumère les aplèkta allant d’ouest en est : Malagina, Dorylaion, Kaborkin, Koloneia, Kaisareia et Dazimon. Sont également mentionnées dans les sources littéraires, les camps de Kepoi (à l’embouchure du fleuve Méandre) et de Phygela (près de Diabasis en Thrace), de même que les camps importants de Hebdomon près de Constantinople et d’Adrianople.
Les Comnènes maintinrent ce système en ajoutant d’autres camps, lesquels sans porter le qualificatif d’aplèkta, servaient aux mêmes fonctions : Gounaria en Paphlagonie, Chrysopolis en Bithynie, Pelagonia en Macédoine occidentale, Serdica (l’actuelle Sofia), Kypsella en Thrace (près de Maritsa) et Lopadion sur le Rhydacus (aujourd’hui rivière Mustafakemalpasha) en Anatolie occidentale. Manuel Ier Comnène (règne 1143-1180) y ajouta Doryalaion et Soublaion pour servir de camps avancés lors des expéditions contre les Turcs Seldjoukides,.
En contexte fiscal, le terme désigne la lourde mais courte obligation de fournir le terrain de campement d’une unité militaire, ou bien de loger et de nourrir certaines catégories de fonctionnaires en déplacement (c’est alors l’équivalent du mitatum). Un exemple bien connu est celui d’Eustathe Maléinos recevant sur ses terres de Cappadoce l’armée impériale qu’il dut approvisionner.